# Vincentia Amédomé
Vincentia Enyonam Amédomé est une arbitre internationale de football togolaise. Elle est née le 10 août 1981. Elle est arbitre FIFA depuis 2015. 

## Biographie[2]
Elle officie pour la FIFA, le Championnat national togolais, le Championnat togolais féminin et la Fédération Togolaise de Football (FTF).
En 2022, elle devient la première arbitre togolaise à être nommée au tournoi biennal de football masculin du Championnat d’Afrique des Nations (CHAN) en Algérie en 2020, suivant les traces de la pionnière éthiopienne Lidya Tafesse,.
Amedome a également officié lors de la Coupe d'Afrique des nations féminine de la CAF au Maroc, de la Coupe du monde féminine de football des moins de 20 ans 2022 au Costa Rica et de la finale de la Ligue des champions féminine de la CAF 2022,.